# Castel Lusa
Castel Lusa è un antico fortilizio, in seguito adattato ad abitazione signorile, sito nel comune di Feltre. Si trova nell'omonima località a 405 m d'altitudine, tra le frazioni Arson, Lasen e Villabruna.

## Storia
Il complesso sorge in posizione strategica: all'imbocco della valle di San Martino, è protetto a est e a sud dagli strapiombi scavati dai torrenti Stien e Arnaul, suo affluente. Le origini del complesso vengono fatte risalire all'VIII-X secolo: dopo la caduta del Regno Longobardo alcune famiglie locali avevano eretto diverse costruzioni tra Feltre e Belluno, con lo scopo di controllare le principali vie di comunicazione e i corsi d'acqua.
Il primo riferimento certo è del 982, quando il vescovo di Belluno Giovanni lo pose sotto il suo controllo. Si sa inoltre che nel 1117 e nel 1348 il castello fu gravemente danneggiato da due terremoti, ma venne sempre ricostruito. In quel periodo era compreso nei possedimenti dei Lusa, famiglia guelfa fedele al vescovo.
Ancora ai primi del Quattrocento, Castel Lusa presentava una struttura prettamente militare, ma dal 1421 il governo della Serenissima, che controllava il Feltrino sin dal 1404, ordinò la demolizione delle fortezze o la loro conversione a residenze. In quest'occasione fu ridotto il perimetro delle mura, demolito il mastio (le cui fondazioni affiorano tutt'oggi al centro del cortile interno) e colmati i valli. Il bastione di sudovest fu arricchito di una colombaia, mentre alla costruzione orientale fu aggiunto un volume dotato di loggiato - si ritiene - ligneo al piano superiore. Al contempo, alcune stanze venivano affrescate (i dipinti sono oggi scomparsi).
È della prima metà del Cinquecento l'intervento più significativo, commissionato dal bassanese Donato Villalta. Riguardò principalmente il già citato corpo orientale, il quale fu dotato di un loggiato in pietra ispirato al palazzo che lo stesso nobile possedeva a Cart e alla villa Tonello di Arten. Poco dopo il castello passava ai Bovio (i quali assumevano il cognome di Bovio Villalta): a loro, sembra, si devono alcuni interventi cinque-secenteschi, quali gli oculi dei bastioni e le mostre lapidee del loggiato, a cui si aggiungono le decorazioni interne dell'oratorio (resti di affreschi raffiguranti sant'Antonio da Padova e san Lodovico da Tolosa). Attorno al 1770, essendo proprietà Zambaldi, vi furono nuovi restauri: i lavori più rilevanti riguardarono l'apertura del loggiato al piano inferiore.
Attualmente Castel Lusa appartiene alla famiglia Velluti.

## Edificio
Si articola oggi in un gruppo di edifici disposti attorno a una corte quadrangolare: il corpo padronale a ovest e alcuni edifici di servizio a est, mentre i lati nord e sud sono delimitati da due tratti di mura con un portale ciascuno. La costruzione si presenta più compatta a nord e a ovest, mentre la parte che dà verso valle è più aperta e monumentale. Il lato sud, inoltre, si articola attorno a un bastione posto a difesa dell'ingresso principale, entro il quale sorge una torre, che è la parte più antica del fortilizio. Poco più in basso, su un'area erbosa un tempo usata come camposanto, si trova la chiesetta di Santa Maria della Salute.
Si è già parlato del fronte che delimita il lato orientale: presenta, sulla facciata prospiciente la corte, un doppio ordine di logge costituite da sette campate ad archi ciascuna.